# Jon wodorkowy
Jon wodorkowy (anion wodorowy), H−
 – jon zbudowany z protonu i dwóch elektronów, a więc o konfiguracji elektronowej atomu helu. Występuje w wodorkach typu soli, np. w wodorku sodu NaH. W trakcie elektrolizy stopionych wodorków jony wodorkowe dążą do anody, gdzie tworzą cząsteczki wodoru:
2H−
 → H
2↑ + 2e−

Aniony wodorkowe są ważnym składnikiem atmosfery gwiazd, gdzie absorbują promieniowanie elektromagnetyczne o energii 0,75–0,4 eV.